# Хуторна поезія
Хуторна поезія — друга збірка поезій Пантелеймона Куліша, опублікована у 1882-му році. 

## Зміст
Збірка складається з 24 віршів і двої прозових текстів: «Історичного оповідання», у якому Куліш розповідає історію Кирило-Мефодіївського братства, та «Зазивного листа до української інтелігенції», який є своєрідним культурним маніфестом автора.

## Критичні відгуки
На вихід збірки відреагував 26-річний Іван Франко, який у своїй статті критично висловився про ідейне наповнення «Хуторної поезії». На його думку, Куліш даремно очорнює український народ, необ'єктивно висловлюється про Петра I та Катерину II, а також — не розуміється на українсько-польському питанні. Порівнюючи збірку з «Посланієм» Тараса Шевченка, Франко констатує, що ідейно Куліш перебуває  на рівні «Шевченка 1845 року»; але, попри незадоволення «ясністю думки», Франко визнає, що «поєдинчі місця лучаються не раз дуже хороші, а форма у всіх поезіях дуже гарно викінчена».
В той же час Микола Зеров бачить «Хуторну поезію» містком до третьої збірки Куліша «Дзвін». Також історик літератури зауважує впливи західної та російської поезії на збірку, опонуючи пізнішій думці Франка про те, що доля призначила Кулішу «перше місце в числі епігонів Шевченка». На думку Зерова, «Хуторною поезією» Куліш розпочав свою боротьбу проти Шевченка, яка завершилась у «Дзвоні» відходом від поетики Кобзаря.